# Georg von Polentz
Georg von Polentz (* 1478 in Gärtitz, Kurfürstentum Sachsen; † 1550 in Balga, Herzogtum Preußen) war der erste evangelische Bischof im Fürstbistum Samland.

## Leben
Polentz stammte aus der altadligen sächsischen Familie von Polen(t)z und studierte Rechtswissenschaft an der Universität Bologna. Unter Papst Julius II. wurde er Geheimschreiber an der Kurie. Anschließend war er Soldat im Dienste Kaiser Maximilians I. Unter Markgraf Albrecht von Brandenburg-Ansbach, dem Hochmeister des  Deutschen Ordens, kam er nach Königsberg. Die Kurie bestätigte ihn 1519 als Bischof von Samland.
Von Johann Briesmann lernte er Hebräisch. Briesmann vermittelte ihm auch Kenntnis der Lehre Martin Luthers. Während der Abwesenheit Albrechts (1522–1525) war Polentz Regent des Ordensstaats. Er ergänzte sich mit Erhard von Queis, dem Bischof des Bistums Pomesanien. 
Polentz trat zum Protestantismus über und hielt seine erste evangelische Predigt zu Weihnachten 1523 in der Königsberger Schlosskirche. Albrecht gab die Zustimmung, mit der er ab 1524 die Reformation im Ordensstaat einführte. Nachdem Albrecht 1525 den Ordensstaat in ein weltliches Herzogtum umgewandelt hatte, rief Bischof Polentz viele evangelische Geistliche ins Land, darunter den 1539 aus Elbing vertriebenen Reformator Ambrosius Feierabend. Er entsandte Prediger auch in ostpreußische Gegenden außerhalb seines Bistums, um die Reformation dort zu verbreiten, etwa nach Wormditt im Fürstbistum Ermland.
Polentz führte die erste preußische Kirchenordnung ein und förderte die Gründung der Albertus-Universität Königsberg.
Georg von Polentz heiratete 1525 Catharina Truchseß von Wetzhausen, und nach deren Tod 1527 in zweiter Ehe Anna Freiin zu Heydeck, die ihn überlebte.